# مكتبة جامعة بيروت العربية
مكتبة جامعة بيروت العربية، وهي المكتبة التابعة لجامعة بيروت العربية في بيروت.

## التأسيس
تاسست المكتبة في العام 1960 على مساحة تجاوزت 3500 متر مربع في بيروت، وكانت تضم أقساما عديدة في العلوم الإنساية والفنون والهندسة.

## المحتويات
تنقسم المكتبة اليوم إلى ثلاثة فروع تبعا لفروع الجامعة المنتشرة في لبنان بين (بيروت) و (الدبية) و (طرابلس) 

### فرع بيروت
فرع بيروت ويضم:  
- مكتبة الفنون والعلوم الإنسانية: و تحتوي  على (71549) كتابا، 2812 أطروحة، 48 دورية و 184 وسائط متعددة.
- مكتبة القانون والعلوم السياسية: وتحتوي على (23505) كتابا، 2183 أطروحة، 93 دورية و 27 وسائط متعددة
- مكتبة إدارة الأعمال: وتحتوي على (16338) كتابا، 67 أطروحة، 63 دورية و 84 وسائط متعددة
- مكتبة العلوم الطبية بما فيها الصيدلية والطب والعلوم الصحية: وتحتوي على (4781) كتابا، 107 أطروحة، 75 دورية و 301 وسائط متعددة
- مكتبة طب الأسنان: وتحتوي على (1483) كتابا، 81 أطروحة، 39 دورية و 108 وسائط متعددة

### فرع الدبية
فرع الدبية و يضم:
- مكتبة العلوم والهندسة المعمارية: وتحتوي على (9487) كتابا، 50 أطروحة، 18 دورية و 22 وسائط متعددة
- مكتبة العلوم والهندسة: وتحتوي على (14638) كتابا، 2665 أطروحة، 425 دورية و 133 وسائط متعددة

### فرع طرابلس
وتضم الأقسم التالية: 
- العلوم الإدارية: 297 كتاب و 8 درويات
- العلوم الصحية: 149 كتابا و 3 دوريات
- العلوم البحتة : 211 كتابا و 6 دوريات
- الهندسة : 602 كتابا
- العلوم المعمارية : 922 كتابا و 6 دوريات و أطروحة واحدة
- العلوم السياسية والقانون : 378 كتابا و 6 دوريات و 22 أطروحة.

## وصلات خارجية
الموقع الرسمي